# Ковале (Лодзинське воєводство)
Ковале (пол. Kowale) — село в Польщі, у гміні Серадз Серадзького повіту Лодзинського воєводства.
Населення — 120 осіб (2011).
У 1975-1998 роках село належало до Серадзького воєводства.

## Демографія
Демографічна структура станом на 31 березня 2011 року:
|          | Загалом | Допрацездатний вік | Працездатний вік | Постпрацездатний вік |
| -------- | ------- | ------------------ | ---------------- | -------------------- |
| Чоловіки | 57      | 11                 | 43               | 3                    |
| Жінки    | 63      | 8                  | 39               | 16                   |
| Разом    | 120     | 19                 | 82               | 19                   |